# Коссе Ольга Володимирівна
Коссе Ольга Володимирівна (народилася 18 травня 1992 року, Донецьк) — українська громадська діячка, Голова правління ГО «Відповідальні громадяни».

## Біографія
У 2013 році закінчила філологічний факультет Донецького національного університету за спеціальністю «журналістика». З початком подій на Донбасі навесні 2014 року та розгортанням гуманітарної кризи через збройний конфлікт, розпочала волонтерську діяльність у складі новоутвореної групи небайдужих мешканців Донбасу, які згодом заснували ГО «Відповідальні громадяни».
У складі групи волонтерів доставляла медикаменти, продукти харчування та інші необхідні товари для мирного населення у віддалені населені пункти, куди було припинено постачання через активну фазу конфлікту. Допомагала в евакуації мирного населення, здебільшого родинам з дітьми, літнім людям та особам з інвалідністю.
Разом із ГО «Відповідальні громадяни» організовувала доставку гуманітарних вантажів до медичних установ, хоспісів, геріатричних закладів у Донецьку, Шахтарську, Амвросіївці, Торезі та інших містах.
Після заборони діяльності міжнародних гуманітарних організацій на територіях так званої «ДНР», у складі «Відповідальних громадян» Ольга Коссе доставляла товари першої необхідності та ліки у найбільш зруйновані міста Донецької та Луганської областей.
У 2015 році поширювала інформацію про гуманітарну катастрофу на Донбасі та відсутність системи допомоги цивільному населенню через міжнародні канали комунікації, щоб привернути більшу увагу до наслідків подій на Сході України.
У 2016 році Ольгу Коссе разом з іншими членами ГО «Відповідальні громадяни» самопроголошена влада так званої «ДНР» депортувала з Донецька. З цього часу Ольга Коссе має безстрокову заборону на в’їзд на непідконтрольну територію Донбасу.
У 2016 році стала Головою правління ГО «Відповідальні громадяни». У цьому ж році відкрила два нових офіси ГО «Відповідальні громадяни» у Краматорську Донецької області та у Києві.[джерело?]
У 2017 році проводила низку всеукраїнських гуманітарних акцій із залученням відповідального бізнесу для забезпечення потреб людей, які залишилися на Донбасі. У 2017-2018 роках разом із батьком Володимиром Коссе та співзасновником ГО «Відповідальні громадяни» Енріке Менендесом була засновницею «Донбаської ліги сміху», яка проходила за підтримки ГО «Відповідальні громадяни».
З 2018 по 2022 рік займалася проєктами психосоціальної допомоги на сході України, працювала в секретаріаті Української мережі за права дитини та координувала проєкти, спрямовані на захист прав дитини. ГО «Відповідальні громадяни» є членом Української мережі за права дитини.
З перших днів повномасштабного вторгнення у лютому 2022 року Ольга Коссе разом із Енріке Менендесом відновили роботу ГО «Відповідальні громадяни» та на основі досвіду 2014 року розпочали масштабування гуманітарної діяльності на Сході України у співпраці з міжнародними гуманітарними організаціями та українським громадським сектором. Постраждалим по всій території Сходу України надається оперативна грошова допомога, здійснюються поставки товарів першої необхідності для мирного населення.
В інтерв’ю українським виданням Ольга Коссе повідомила, що після 2022 року її родина втратила квартиру в Маріуполі, а співзасновник та програмний директор ГО «Відповідальні громадяни» Енріке Менендес втратив житло у Бахмуті. За словами Ольги Коссе, 90% команди ГО «Відповідальні громадяни» — це мешканці Сходу України, які самі постраждали від війни та стали вимушеними переселенцями.
У травні 2023 року, у складі понад 25 українських громадських організацій, зверталася до міжнародних партнерів, які виділяють кошти для відновлення України, з проханням не фінансувати відбудову інтернатів, призначених для цілодобового перебування дітей, через те, що подібна практика виховання дітей є небезпечною.
У вересні 2023 року Ольга Коссе оголосила, що ГО «Відповідальні громадяни» стали партнерами Представництва Дитячого фонду ООН (ЮНІСЕФ) в Україні та розпочали багатокомпонентний проєкт допомоги родинам з дітьми на Сході України, зокрема пов’язаний з відкриттям мережі Просторів дружніх до дитини. На даний час у Дніпропетровській, Донецькій, Запорізькій та Харківській областях відкрито 28 Просторів дружніх до дитини.
У березні 2024 року взяла участь у роботі 68-ї Комісії зі статусу жінок за підтримки ООН Жінки в Нью-Йорку, за результатами роботи якої жінки з 58 країн світу, де відбуваються військові конфлікти, розробили спільну резолюцію Генеральному секретарю ООН.